# اچ‌ام‌اس آرنو (۱۹۱۵)
اچ‌ام‌اس آرنو (۱۹۱۵) (به انگلیسی: HMS Arno (1915)) یک کشتی بود که طول آن ۳۲۱ فوت (۹۸ متر) بود. این کشتی در سال ۱۹۱۴ ساخته شد.